# Херсонський краєзнавчий музей
Херсо́нський обласни́й краєзна́вчий музе́й — обласний краєзнавчий музей, найбільше зібрання матеріалів, свідчень і предметів з історії та культури Херсонщини; є однією з найвідоміших та безцінних музейних скарбниць Півдня України

## Історія закладу
Постав 1963 року на базі Археологічного музею, заснованого 1890 року В. Гошкевичем з його власних знахідок при розкопах на Херсонщині, доповнених знахідками Р. Скадовського (з о. Березані), І. Стемпковського (з Подніпров'я) та ін., і з долученого до нього 1963 року Херсонського природознавчого музею, створеного Ю. Пачоським (1897).
Історія закладу викликає чималий інтерес у дослідників, їй присвячено ряд наукових та науково-популярних публікацій.
Дослідження історика археологічної науки А. Костенка дозволяють простежити етапи розвитку музею:
- Археологічний музей Херсонського губернського статистичного комітету: 1890—1898 рр.
- Археологічний музей Херсонської губернської вченої архівної комісії: 1898—1909 рр.
- Херсонський міський музей старожитностей та витончених мистецтв: 1909—1923 рр.
- Херсонський державний історично-археологічний музей у підпорядкуванні Головного управління науки («Упрнауки») Народного комісаріату освіти УСРР: 1923—1931 рр.
- Херсонський краєзнавчий музей у підпорядкуванні Головного управління науки («Упрнауки») Народного комісаріату освіти УСРР: 1931—1941 рр.
- Херсонський історичний музей у підпорядкуванні Крайового інституту прадавньої та давньої історії Райхскомісаріату Україна: 1941—1944 рр.
- Херсонський обласний історичний музей (протягом 1944—1950 рр. мав офіційну назву Херсонський обласний історично-археологічний музей) у підпорядкуванні Управління культури виконавчого комітету Херсонської обласної ради: 1944—1963 рр.
- Херсонський обласний краєзнавчий музей у підпорядкуванні Управління культури виконавчого комітету Херсонської обласної ради: від 1963 р.

## Пограбування музею

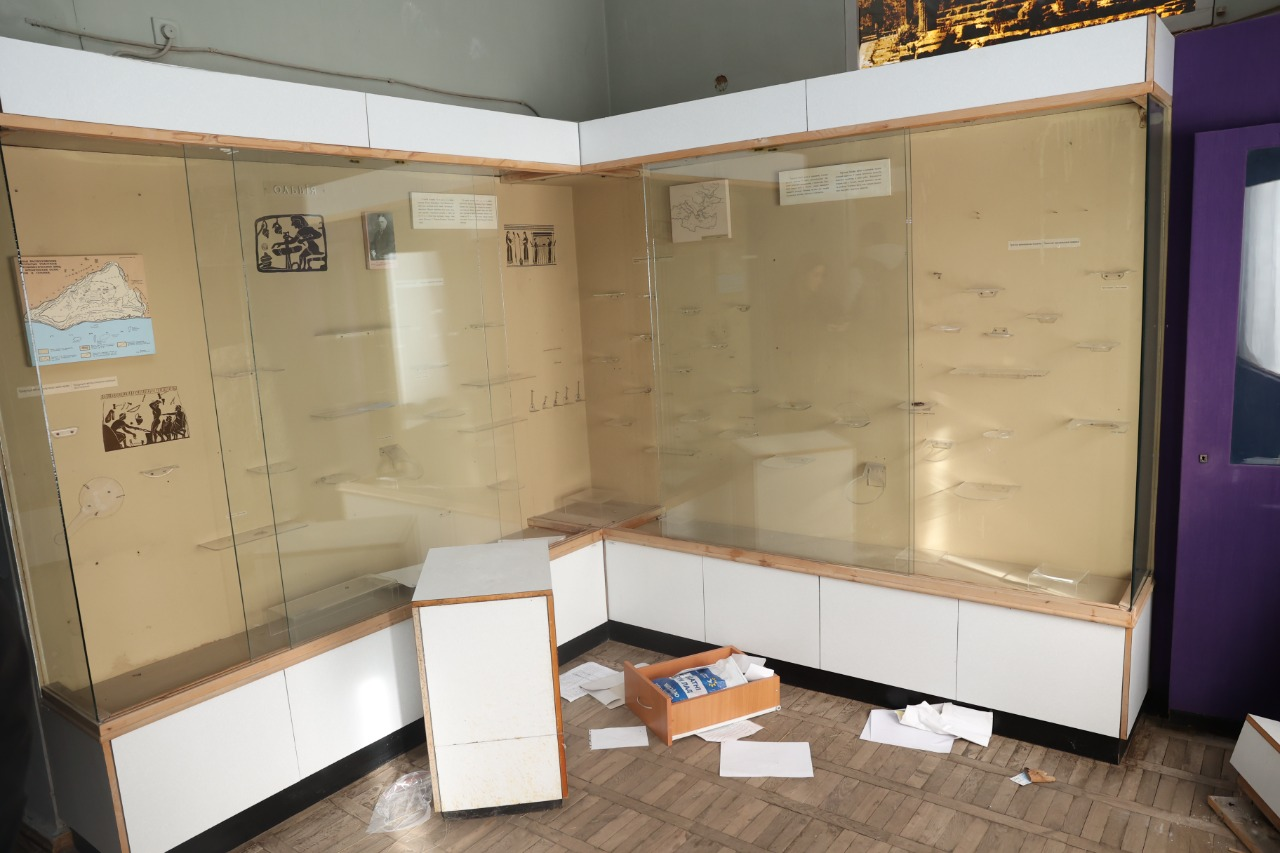
Після пограбування (2022)

Восени 2022 року музей був пограбований російськими військами при відступі з міста. Експонати вивезені до кримського музею «Херсонес Таврійський», директор Тетяна Братченко зникла і підозрюється в колабораціонізмі. Також окупанти розграбували Каховський історичний музей — філію Херсонського краєзнавчого музею, звідки вивезли усі фонди до тимчасово окупованого Криму.

## Експозиція та діяльність

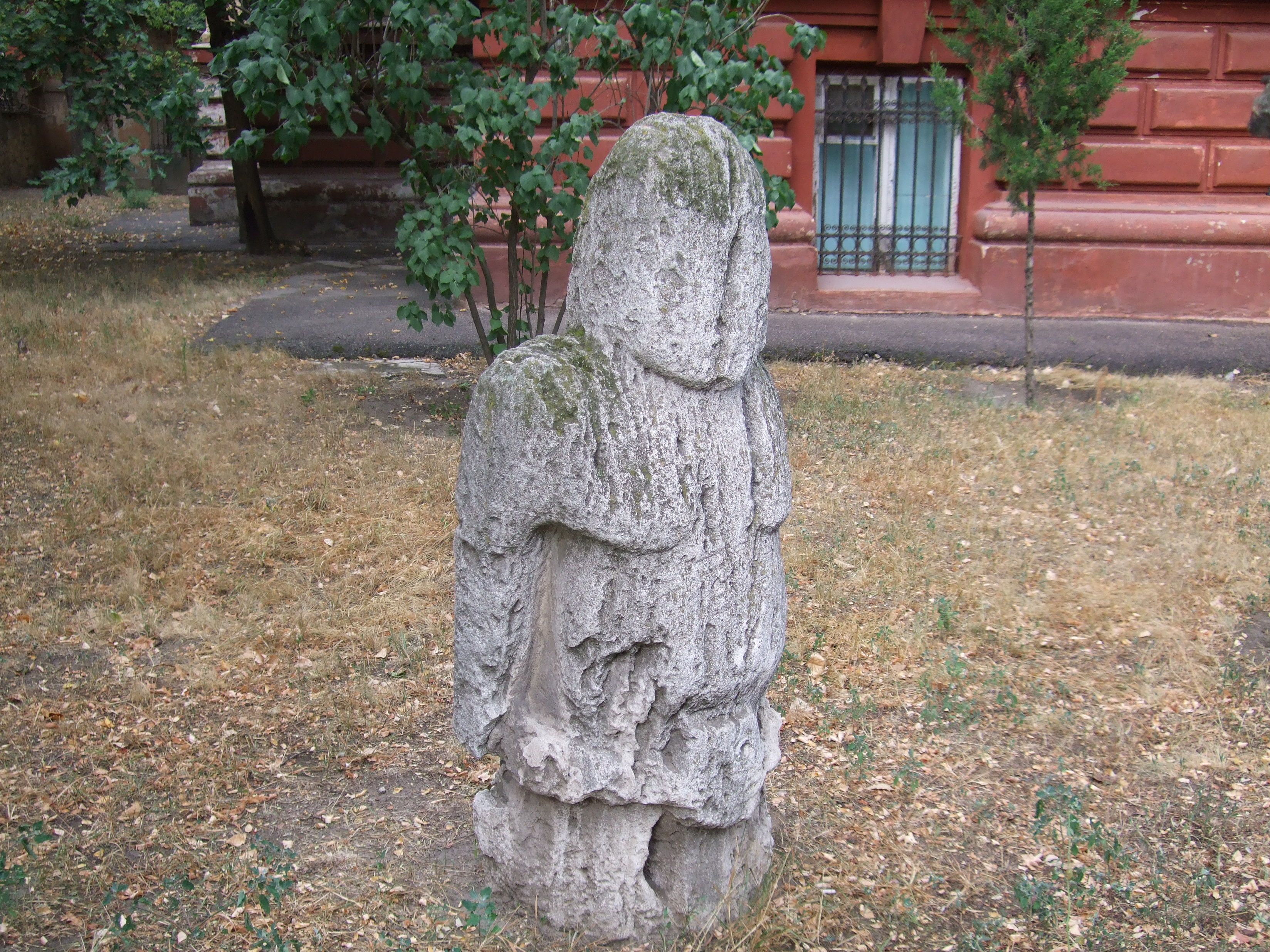
Скіфська баба на подвір'ї музею

У фондах Музею понад 173 000 експонатів (в експозиції — 10 000).
У музеї функціонують 6 відділів; 1 сектор; 1 філія:
- Відділ науково—фондової роботи (із сектором археології);
- Науково-природознавчий відділ 1 (головний корпус вул. Соборна, 9);
- Науково-природознавчий відділ 2 (вул. Горького, 5) — Херсонський природно-екологічний музей;
- Науково-експозиційний відділ історії краю;
- Науково-літературний відділ (вул. Горького, 1);
- Науково-просвітницький відділ.

Філіал в м. Каховці — Каховський історичний музей.
Музей видавав «Летопись Музея» (9 ч., 1909—1929).
Серед інших, зберігаються твори Ростислава Звягінцева.

## Фонди
Експозиції музею розміщені в будинках-пам'ятках архітектури та історії  ХІХ ст. Каховська філія розташована в сучасній будівлі. Загальна площа 4 будівель музею нараховує 5622 кв.м.
У фондах музею зберігається понад 173 тис. музейних предметів, серед яких одне з найкращих в Україні археологічних зібрань, в якому вік найстаріших знахідок — більше 7 тис. років; цікава колекція монет античних міст Північного Причорномор'я; великий комплекс зразків холодної і вогнепальної зброї XVI—ХХ ст.; колекція мисливських рушниць XVIII—ХІХ ст., що приваблює витонченістю форм і високим мистецтвом майстрів-зброярів; чудові зібрання порцеляни, антикварних меблів.

В археологічних фондах Херсонського обласного краєзнавчого музею зберігається унікальна колекція лапідарних пам'яток з Музею старожитностей Понту Скіфського у Кишиневі.
Усе розмаїття старовини краю представлене у відділі історії: від скіфських золотих прикрас і давньогрецьких мармурових скульптур до козацької зброї, перших креслень Херсонської фортеці й мистецьких творів минулих століть. Центральне місце займає експозиція, присвячена заснуванню Херсона та пов'язаним із цим історичним особам: Г. О. Потьомкіну, О. В. Суворову, Ф. Ф. Ушакову. Привертають увагу відвідувачів предмети етнографічного характеру — свідоцтва багатонаціонального складу краю.
Унікальні книжкові видання, найцінніші зібрання екслібрисів та гравюр, рукописи, оригінальні живописні полотна, історичні та меморіальні речі визначних письменників, які увійшли до світової літературної еліти: О. С. Пушкіна, Л. М. Толстого, О. Є. Кручоних, Д. Д. Бурлюка, Б. А. Лавреньова, М. Г. Куліша експонуються в літературному відділі музею.
Унікальна колекція флори та фауни Херсонщини, створена наприкінці ХІХ ст. відомим вченим-біологом Й. К. Пачоським — основа природознавчого відділу. Цікавою для херсонців та гостей міста є виставка «Рідкісні та зникаючі тварини світу», на якій можна побачити усурійського тигра, леопарда, сніжного барса, ведмедів різних видів. Справжньою перлиною є експозиція, присвячена дивовижному світу Нижнього Дніпра, лиману, Азовського та Чорного морів. Центральним експонатом розділу «Мешканці світового океану» є один із найбільших музейних предметів України — 30-метровий скелет кита.